# Алеаторни сделки
Алеаторни сделки са тези, при които една от страните не знае точния размер на задължението си или на вземането си, т.е. не знае какво ще дължи или какво ще получи. При тези сделки не се прилага принципът за еквивалентност на престациите. Алеаторни могат да бъдат както уредените, така и неуредените договори; както възмездните, така и безвъзмездните и т.н. Алеаторни са застрахователните договори, договорите за прехвърляне на имот срещу задължение за издръжка и гледане, продажба на наследство (уреден в Закона за Задълженията и Договорите – чл. 212 и 213), покупка на лотариен билет и др.